# Polskie odpowiedniki ukraińskich nazw geograficznych

## B
- Borysław - Борислав (Borysław)

## C
- Charków - Харків (Charkiw)
- Chersoń - Херсон (Cherson)
- Chyrów - Хирів (Chyriw)
- Czerwonogród - Червоноград (Czerwonohrad)

## D
- Drohobycz - Дрогобич (Drohobycz)

## E
- Eupatoria - Євпаторія (Jewpatorija)

## G
- Gorłówka - Горлівка (Horliwka)
- Gródek Jagielloński (hist.) - Городок (Horodok)

## H
- Horyń - Горинь (Horyń)

## I
- Iwano-Frankowsk - Івано-Франківськ (Iwano-Frankiwśk)

## K
- Kijów - Київ (Kyjiw)
- Krystynopol (hist.) - Червоноград (Czerwonohrad)

## L
- Lwów - Львів (Lwiw)

## Ł
- Łuck Луцьк (Łućk)

## M
- Mikołajów - Миколаїв (Mykołajiw)
- Mościska - Мостиська (Mostyśka)

## N
- Niemirów (obwód lwowski) - Немирів (Nemyriw)
- Niemirów (obwód winnicki) - Немирів (Nemyriw)

## O
- Oczaków - Очаків (Oczakiw)

## P
- Płoskirów (hist.) - Проскурів (Proskuriw)
- Poczajów - Почаїв (Poczajiw)

## R
- Równe - Рівне (Riwne)

## S
- Sambor - Самбір (Sambir)
- Stanisławów zob. Iwano-Frankowsk - Івано-Франківськ (Iwano-Frankiwśk)

## T
- Tarnopol - Тернопіль (Ternopil)

## U
- Użhorod Ужгород (Użhorod)

## W
- Wozniesieńsk - Вознесенськ (Woznesenśk)

## Z
- Zaleszczyki - Заліщики (Zaliszczyky)
- Zdołbunów - Здолбунів (Zdołbuniv)

## Ż
- Żółkiew - Жовква (Żowkwa)